# 美洲虫瘴霉
美洲虫瘴霉（学名：Furia americana）是属于虫霉目虫霉科虫瘴霉属的一种真菌，寄生在双翅目昆虫上。该种分布于中国、英国、意大利、美国、阿根廷等地。